# Christel Nicolaysen

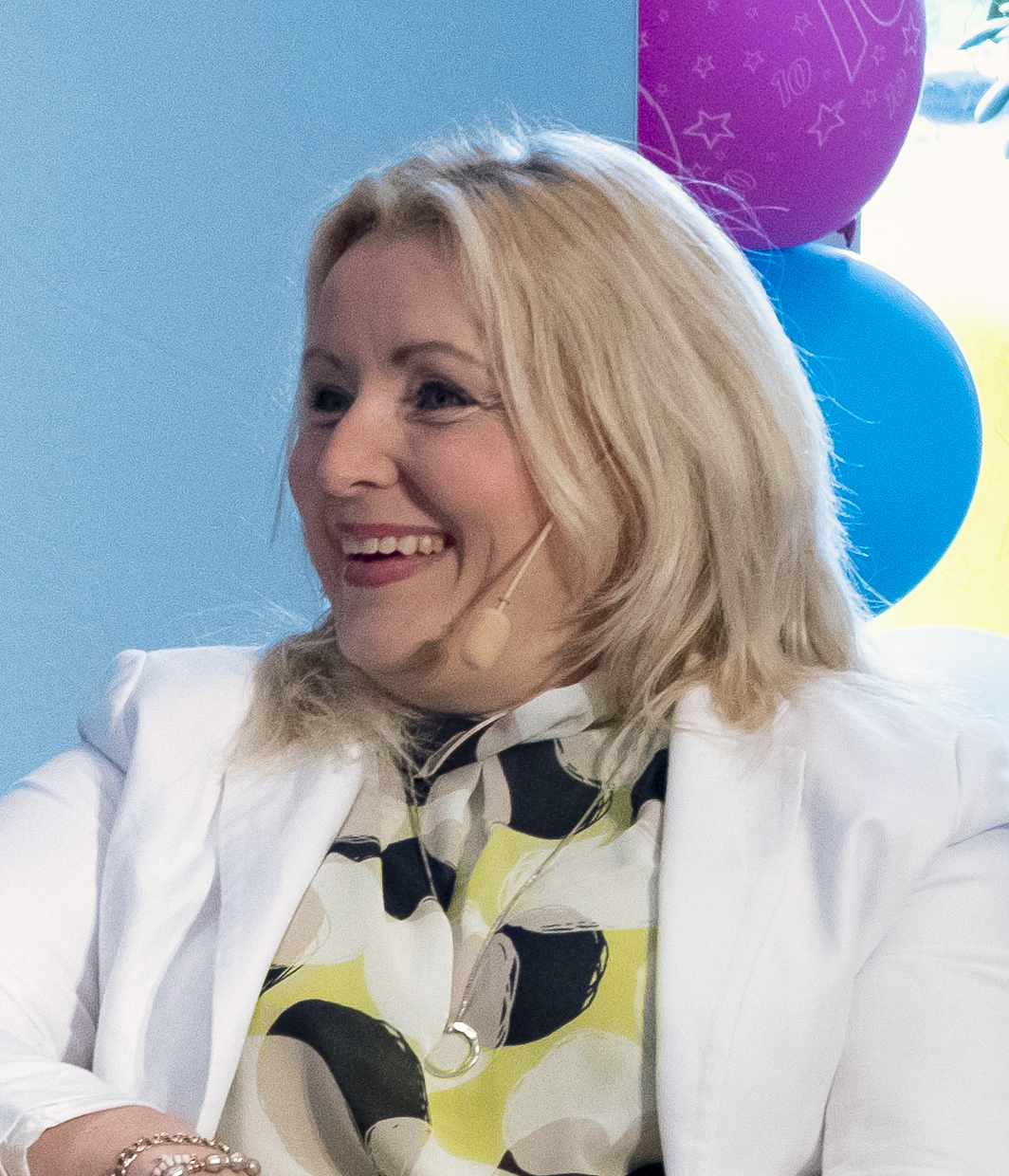
Christel Nicolaysen, 2019

Christel Nicolaysen (* 8. Juli 1969 in Ängelholm, Schweden) ist eine deutsche Politikerin (FDP) und ehemalige Abgeordnete in der Hamburgischen Bürgerschaft. Sie besitzt auch die schwedische Staatsbürgerschaft.

## Leben
Christel Nicolaysen absolvierte von 1992 bis 1998 Politikwissenschaft an den Universitäten Konstanz und Potsdam und schloss das Studium mit dem Diplom ab. Zwischen 1998 und 2004 arbeitete sie in New York City, München, Berlin. Seit 2004 ist sie als Politik- und Kommunikationsberaterin für Unternehmen, Institutionen und Organisationen in Hamburg, Berlin und Brüssel tätig.

## Partei und Politik
Nicolaysen trat 2011 in die FDP ein. Sie ist seit 2014 Vorstandsmitglied und Schatzmeisterin des Kreisverbandes Hamburg-Blankenese. Zudem ist sie Vorstandsmitglied des Bezirksverbandes Altona. Im Oktober 2017 rückte sie für die ausgeschiedene Abgeordnete Katja Suding in die Hamburgische Bürgerschaft nach. Sie war Mitglied in den Ausschüssen für Soziales, Arbeit und Integration, für Wirtschaft, Innovation und Medien, im Kulturausschuss, im Eingabenausschuss sowie im Europaausschuss und fachpolitische Sprecherin ihrer Fraktion für die Bereiche Arbeit, Frauen, Europa, Integration, Medien sowie Soziales.
Nachdem die FDP bei der Bürgerschaftswahl 2020 an der Fünfprozenthürde gescheitert war, schied sie aus der Bürgerschaft aus.